# Pan de Bonne-Étoile
Pan de Bonne-Étoile (tj. doslovně Pan ze Šťastné Hvězdy, ve francouzském originále Monsieur de Bonne-Étoile) je jednoaktová opéra comique francouzského skladatele Léa Delibese na libreto Philippa Gilla. Měla premiéru 4. února 1860 v pařížském divadle Théâtre des Bouffes-Parisiens.

## Vznik a historie díla

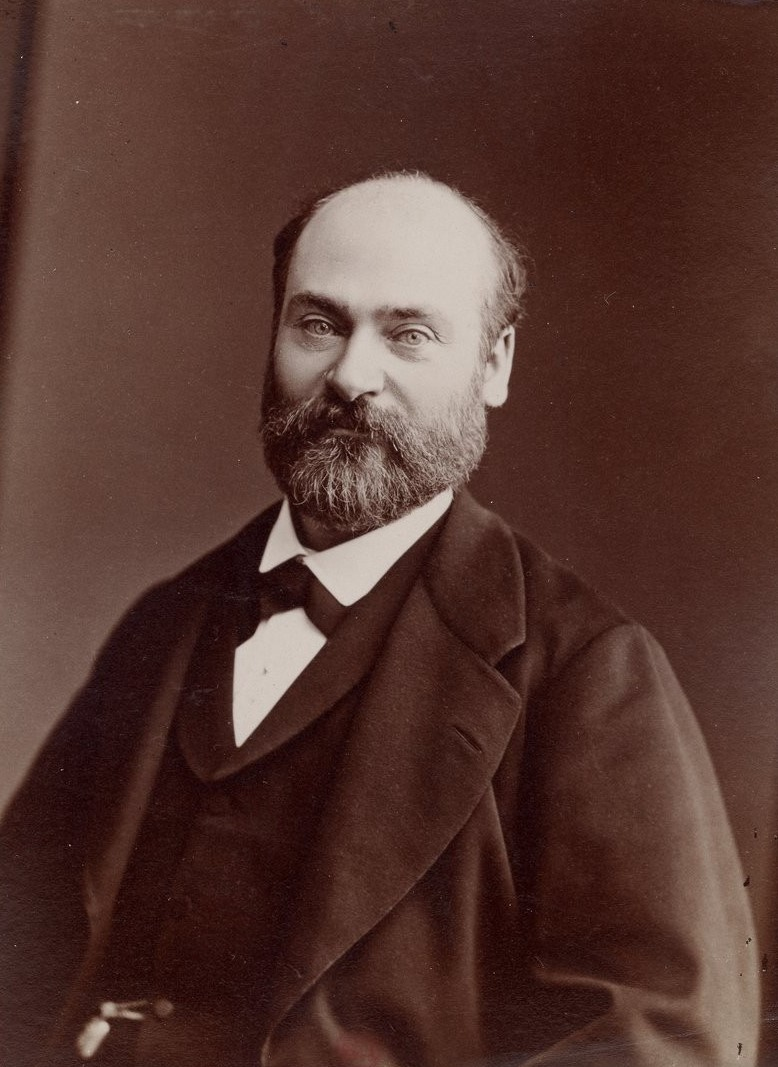
Philippe Gille, libretista Pana de Bonne-Étoile

Opereta Pan de Bonne-Étoile je čtvrtou operetou, kterou Léo Delibes napsal pro Théâtre des Bouffes-Parisiens vedené Jacquesem Offenbachem. Libretistou mu byl poprvé jeho vrstevník Philippe-Émile-François Gille (1831–1901), literární kritik časopisu Le Figaro a tajemník Théâtre-Lyrique, kde Delibes pracoval jako korepetitor. Gille navázal s Bouffes-Parisiens spolupráci již roku 1857, když napsal Offenbachovi libreto k úspěšné kanibalské operetě Večerní vítr aneb Strašlivá hostina, a i v budoucnu psal libreta pro jiné skladatele (Georges Bizet, Charles Koechlin, Robert Planquette, Charles Lecocq, dokonce pro Massenetovu nejslavnější operu Manon), spolupráce s Delibesem, která začala Panem de Bonne-Étoile, však byla nejintenzivnější.
Oproti třem předchozím Delibesovým operetám – Dvě staré ošetřovatelky, Šest slečen na vdávání a Omeleta à la Follembuche – které všechny patřily k té části repertoáru Bouffes-Parisiens, jež se vyznačovala výstředními postavami a bizarními situacemi, řadil se Pan de Bonne-Étoile mezi díla umírněné komiky, příbuzné starší opéře comique. Tato krátká opereta (jen šest zpěvních čísel) nevyvolala u obecenstva ani u kritiky velký ohlas; hlavní hudební časopisy (Le Ménéstrel a Revue et Gazette musicale de Paris) si jí nevšimly a i jiný tisk o ní referoval jen stručně. Například T. Deschamps a E. Béchot v Le Monde dramatique pochválili autory a zejména skladatele, jehož partitura „nabízí okouzlující motivy“, kritizoval však herce, kteří by nedbalými výkony mohli „narušit šťastnou hvězdu pana Delibese“. I Albert de Lasalle, první historik Bouffes-Parisiens, v Le Monde illustré mluvil bez většího nadšení: „Kus je nápaditý a obecně se líbil. Ani hudba není bez příjemných míst, i když méně povedená než Omeleta à la Follembuche téhož autora; povšimli jsme si přesto Tayauovy árie [č. 2], dueta a terceta napsaných s vervou.“
Delibesův životopisec Jean-Philippe Biojout tento soud potvrzuje: podle něj je „její příběh […] bez velkého reliéfu ani komiky, její hudba pěkná a účinná, ale bez pozoruhodnější árie […] očividně nemá kvality Omelety […]“. I hudební historik Jean-Claude Yon považuje tuto operetu za „mnohem méně uspokojivou“, než byla Omeleta à la Follembuche, a neúspěch klade za vinu především „prostřednímu“ libretu.
V Bouffes-Parisiennes se Pan de Bonne-Étoile hrál jen 39krát, což nebylo mnoho vzhledem k tomu, že sloužil především jako úvodní představení k rozsáhlejším dílům, například k Offenbachovu Orfeovi v podsvětí nebo oblíbenému Carnaval des revues. Pro Delibesovu dosud vzestupnou kariéru znamenala určitý zádrhel. Přestože však neúspěch byl přičítán libretu, našel skladatel v Gillovi vedle dobrého přítele i svého nejspolehlivějšího libretistu, který se od roku 1864 přinejmenším podílel na všech Delibesových operách a operetách.

## Osoby a první obsazení
| osoba                                 | hlasový obor | premiéra (4. února 1860)                                |
| ------------------------------------- | ------------ | ------------------------------------------------------- |
| Pan de Bonne-Étoile, kapitán dragounů | tenor        | Henri Tayau                                             |
| Tristan, advokát                      | tenor        | Marchand (vl. jm. Georges Dejon)                        |
| Pan Laroche, prokurátor na odpočinku  | baryton      | Pierre-Adolphe Caillat                                  |
| Marguerite, jeho neteř                | soprán       | Marie Cico (vl. jm. Alexandrine-Louise-Hortense Trotté) |

## Děj operety

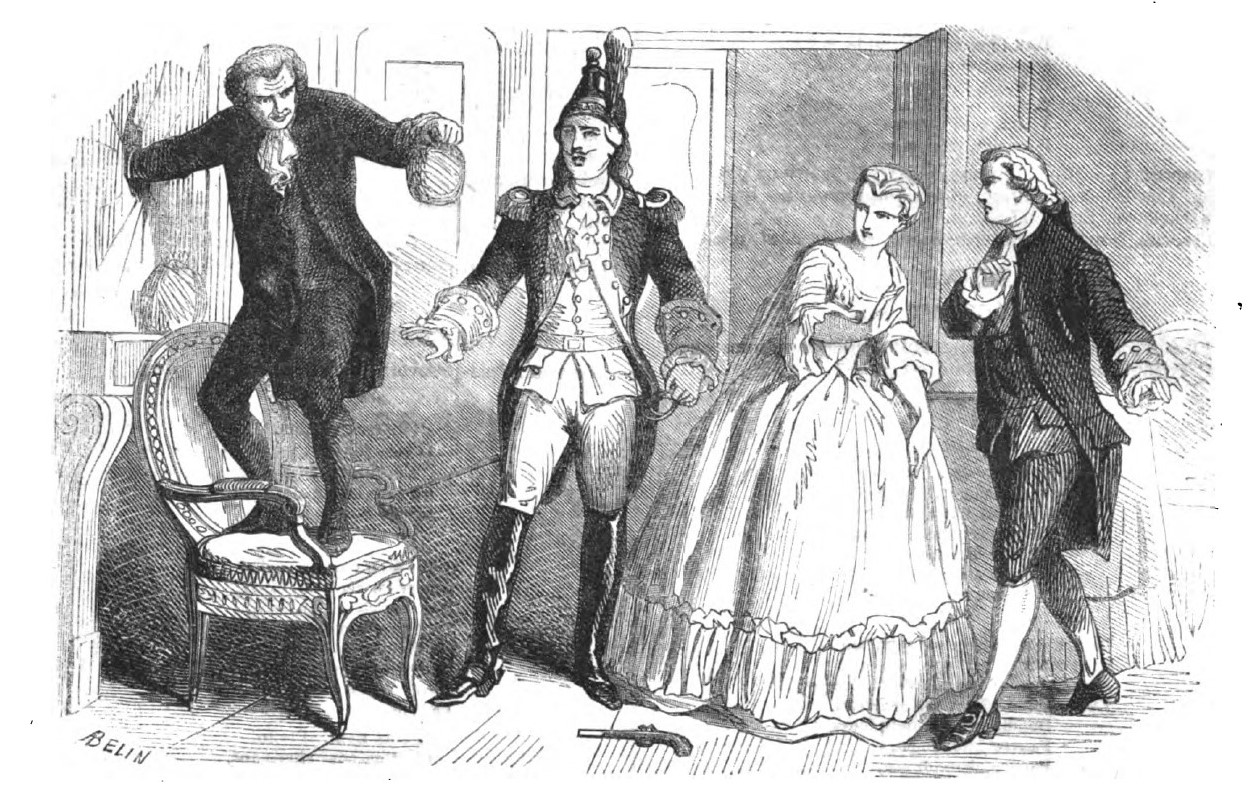
Závěrečná scéna z Pana de Bonne-Étoile, rytina Augusta Belina z roku 1860

(Odehrává se ve Francii za Ludvíka XVI., síň na starém zámku na venkově.)
Bývalý advokát Laroche a jeho neteř Marguerite poklepávají kladivem po stěnách (introdukce a č. 1 duet Pan! pan! frappons ensemble). Marguerite to však nebaví, a jakmile se strýc vzdálí, vzpomíná na svého snoubence Tristana, kterého už týden neviděla (č. 1 bis romance Ô toi, l'ami de mon enfance). Odmítá klepat, dokud jí strýc nevysvětlí, co to všechno má znamenat. Laroche vypráví, že po jednom bohatém klientovi zdědil starý zámek a velké bohatství; prodal proto před týdnem svou advokátní praxi za deset tisíc, které uložil u pana Piedlevé, a přijel sem. Jenže pak zjistil, že zděděné bohatství se má skrývat někde na zámku, a teď ho hledají. Jen aby nebylo třeba zámek zbořit a poklad se stejně nenašel… Margueritu především zajímá, zda strýc svolí k jejímu sňatku s Tristanem. Pro Laroche je situace jasná: dokud nenalezne poklad, je Tristan relativně dobrá partie, ale až ho nalezne, bude situace jiná.
Marguerite tedy musí jednat rychle. Netrpělivě Tristana vyhlíží a už se zdá, že poznává jeho koně, na něm však přijíždí jiný jezdec. Má dragounskou uniformu a Larocheovi se představuje jako kapitán de Bonne-Étoile. A jak jeho jméno – Šťastná Hvězda – napovídá, přeje mu prý ve všem vždy štěstí (č. 2 kuplet o šťastné hvězdě Je suis Bonne-Étoile). Na cestu mu svítilo slunce, a jen co si postěžoval na svého černého kulhavého koně, našel v zatáčce bílého a zdatného hřebce bez pána.

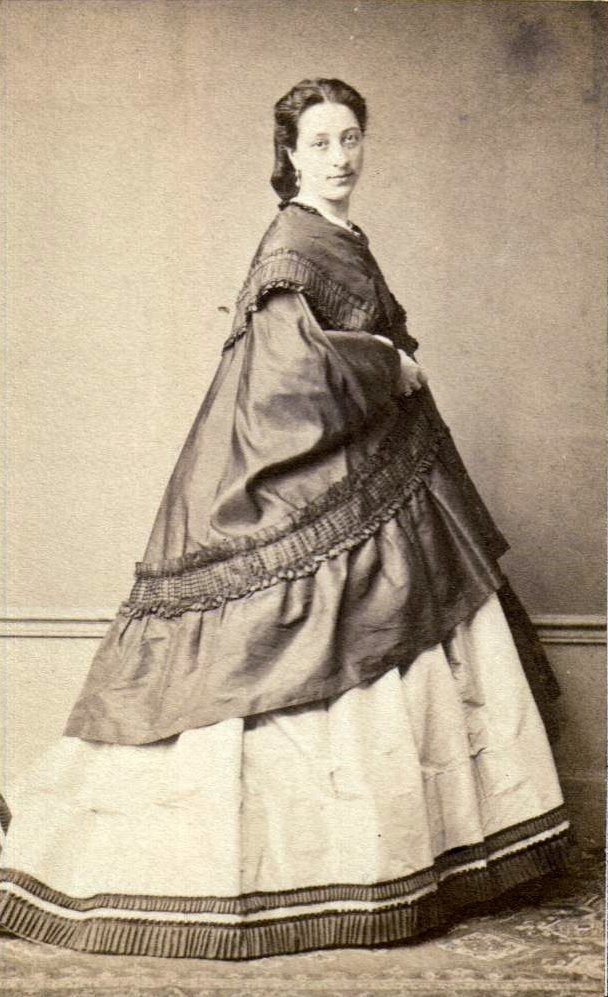
Marie Cico, první Marguerite v Pánu de Bonne-Étoile

Kapitán se chová na zámku jako doma a Laroche nevychází z údivu. Bonne-Étoile proto vysvětluje, že Laroche zahlédl před pár dny s okouzlující dívkou a přijel žádat o její ruku. Advokát to považuje za opovážlivost, ale Bonne-Étoile je přesvědčen, že jako vždy dosáhne bez potíží svého. Nicméně ubezpečuje Laroche, že má jmění deset tisíc écu, které má přivézt z Ameriky loď Le Témémaque. Laroche se zlobí: podle posledních novin měl Le Télémaque ztroskotat. To už je lepší Tristan, který má svých dvacet tisíc spolehlivě uloženo u pana Piedlevé.
Rozpoutá se bouře. Za ní konečně dorazí Tristan, který promokl na kost a navíc mu cestou někdo vyměnil koně za kulhavou herku. Není divu, že jeho pocit, že ho osud soustavně pronásleduje, je dnes zvlášť silný, a jen Margueritina zpráva, že strýc je ochoten svolit k jejich sňatku, ho trochu povzbudí (č. 3 duet Entrez, beau naufragé ... L'implacable destin). Tristanovo škarohlídství ostře kontrastuje s věčným optimismem jeho přítele Bonne-Étoile. Ten kamaráda utěšuje a lituje, že mu musí překazit námluvy, ale o Margueritu se už uchází on a jemu všechno vyjde. Laroche nechává neteř i oba nápadníky vyřešit vše mezi sebou a čte si dnešní noviny (č. 4 kvartet Allons! du courage, marbleu! ... Charmante aventure!). V nich se dočte, že Le Télémaque připlul bez úhony i s Bonne-Étoilovými penězi, zato pan Piedlevé zmizel i s Larocheovými a Tristanovými úsporami. To mění situaci: nyní je Bonne-Étoile jediný, kdo má peníze. Jeho šance na sňatek tedy stoupá, zvláště když svou výřečností a slunnou náladou zdá se okouzluje i Margueritu.
Zoufalý Tristan o samotě přemýšlí s pistolí v ruce o sebevraždě (č. 5 kuplet Tristana Tristan, causons ensemble ... J'ai lu dans un docte livre). Pistole se sama spustí a rozbije zrcadlo. Tristan v tom vidí sedm let neštěstí, ale Laroche ve vzniklé díře nalézá hledaný poklad (č. 5 bis scénická hudba). Jásající strýc dává neteři velkomyslně svolení k svatbě s Tristanem a Bonne-Étoile je v šoku, že jednou osud nepřál jemu. Ale brzy se vzchopí – štěstí ho jistě čeká za dalším rohem (č. 6 závěrečný ansámbl Le ciel vient, je le vois).